# Ervedal (Oliveira do Hospital)
Ervedal is een plaats (freguesia) in de Portugese gemeente Oliveira do Hospital en telt 1077 inwoners (2001).